# Обільне (селище)
Обі́льне — селище Мирненської селищної громади Волноваського району Донецької області, Україна. Населення становить 159 осіб.

## Загальні відомості
Відстань до Бойківського становить 40 км і проходить автошляхом Т 0512.

## Населення
За даними перепису 2001 року населення селища становило 159 осіб, із них 14,47 % зазначили рідною мову українську, 83,65 % — російську, 1,26 % — молдовську та 0,63 % — грецьку мову.

## Постаті
- Задорожний Андрій Володимирович (1978—2014) — капітан Збройних сил України, учасник російсько-української війни.